# 安娜·费尔南德斯
安娜·费尔南德斯（西班牙語：Ana Fernández，1973年8月3日—），古巴排球运动员。她曾代表古巴参加1992年、1996年、2000年和2004年夏季奥林匹克运动会排球比赛，共收获三枚金牌和一枚铜牌。